# Drury-Nunatak
Der Drury-Nunatak ist ein blanker, schwarzer und isolierter Nunatak an der Oates-Küste des Viktorialands in Ostantarktika. Er ragt 2,5 km nordwestlich des Reynolds Peak am Kopfende der Lauritzen Bay auf.
Eine Mannschaft der Australian National Antarctic Research Expeditions um den australischen Polarforscher Phillip Law sichtete ihn am 20. Februar 1959 von Bord des Schiffs Magga Dan. Das Antarctic Names Committee of Australia benannte ihn am 22. Juli 1959 nach Alan Campbell-Drury (1918–1994), Fotograf der Australian Antarctic Division und Teilnehmer an dieser Forschungsreise.